# Xoʻjayev-Haus

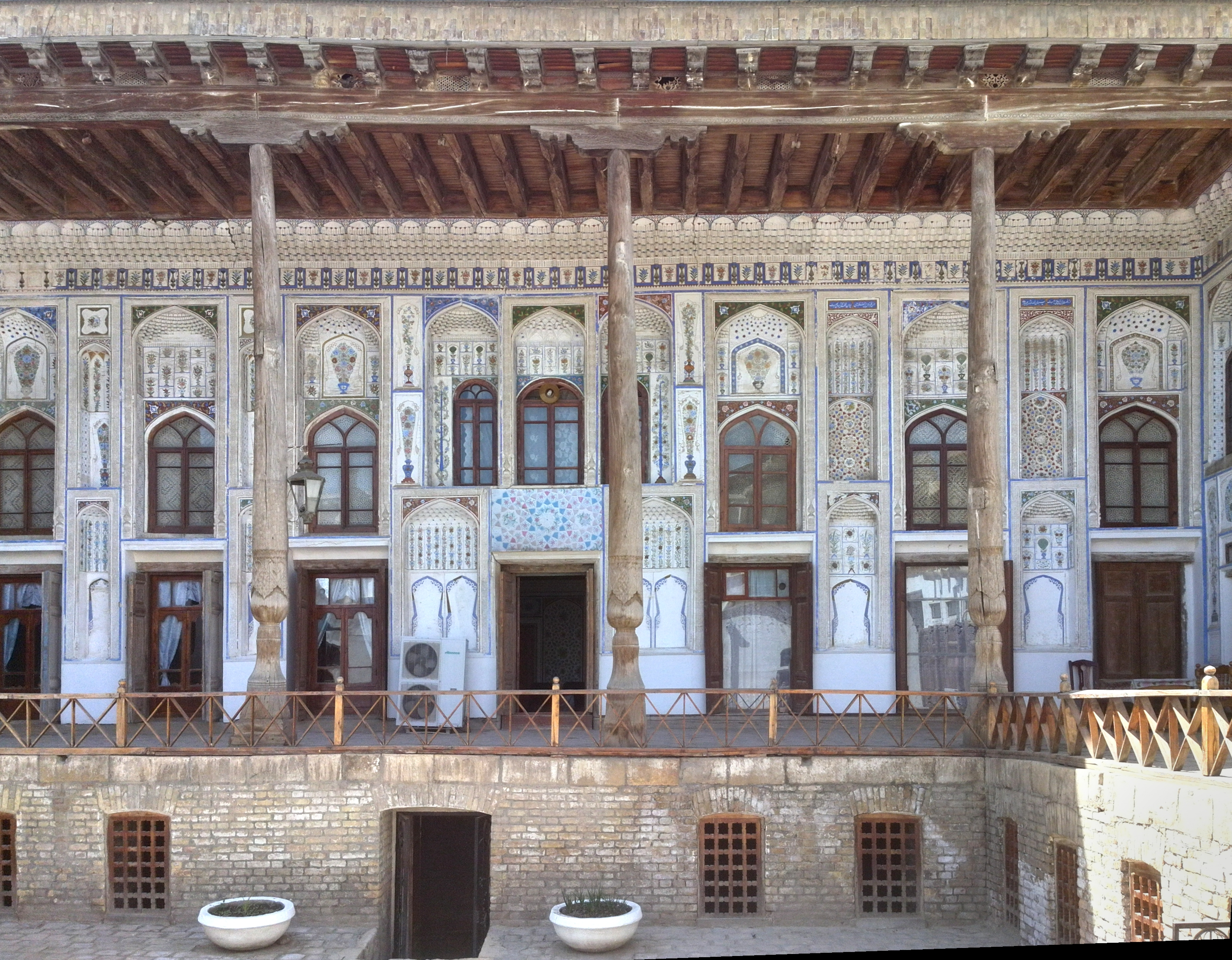
Xoʻjayev-Haus

Das Xoʻjayev-Haus ist ein ehemaliges Wohngebäude in der usbekischen Stadt Buxoro, in dem ein Museum untergebracht ist. 

## Lage
Das Haus liegt im Südwesten des historischen Zentrums von Buxoro etwa 900 Meter südlich des Kalon-Minaretts und etwa 800 Meter südwestlich des Ensembles Labi Hovuz.

## Geschichte
Das Haus wurde 1891 Ubaydulla Xoʻjayev, erbaut, einem reichen Händler aus Buxoro, der Felle von in Usbekistan beheimateten Karakulschafen nach Russland exportierte. Hier wohnte bis 1925 auch sein Sohn Fayzulla Xoʻjayev, der mit den Bolschewiken zusammen den Widerstand gegen Emir Alim Khan vorbereitet hatte und nach dessen Flucht 1920 Vorsitzender des Ministerrates der neugegründeten Volksrepublik Buchara wurde.
Nach der Auflösung der Volksrepublik Buchara und der Eingliederung Buxoros in die Usbekische Sozialistische Sowjetrepublik im Jahre 1925 richteten die Sowjets in dem Haus eine Schule ein. Mittlerweile wurde das Gebäude restauriert und dient als Museum. Es zeigt zum einen Andenken an Fayzulla Xoʻjayev und zum anderen die Wohnkultur des ausgehenden 19. Jahrhunderts mit Möbeln, Musikinstrumenten, Geschirr und Kleidung. Dort finden auch Veranstaltungen statt, bei denen die Gäste mit den Sitten und Gebräuchen dieser Zeit in Buxoro vertraut gemacht werden und bei denen die damals übliche Garderobe für Männer und Frauen vorgeführt wird.

## Beschreibung
Das Xoʻjayev-Haus besteht aus verschiedenen um einen Innenhof gruppierten Flügeln, in denen sich Wohn-, Schlaf- und Vorratsräume befanden. Zum Innenhof hin hat das Haus eine Veranda in Form eines Iwan mit einem von schlanken Säulen gestützten Holzdach.
Unter den Wohnräumen besonders herausgehoben sind ein Winterzimmer mit einem großen Ofen und ein Frühlingszimmer, dessen Fenster besonders hoch sind. Im Haupttrakt liegt der Weiße Saal, der reich mit bunten Wandmalereien geschmückt ist. Er diente zum Empfang von Gästen und zum Feiern von Festen.